# كاملة (اسم)
كاملة هو اسم علم مؤنث من أصل عربي، ومعناه هو البينة الكلام البليغة الحسنة المنطق؛ خلاف الأعجمية.

## شخصيات تحمل الاسم
- كاملة أبو ذكري (8 يناير 1974 – )
- كاملة شمسي (كاتبة باكستانية، 13 أغسطس 1973 – )

## وصلات خارجية
- موسوعة السلطان قابوس لأسماء العرب نسخة محفوظة 5 أبريل 2019 على موقع واي باك مشين.